# Jožica Miklavčič
Jožica Miklavčič, slovenska učiteljica in kulturna delavka v Beneški Sloveniji, * 20. junij 1921, Ljubljana, † 30. november 1977, Videm, Italija.
Učiteljica po poklicu, v času italijanske okupacije Ljubljane je spoznala italijanskega narednika Vojmirja Tedoldija iz Karnahte in se z njim leta 1943 poročila. Preselila se je iz Ljubljane v Karnahto, zakotno gorsko vas Karnahtske doline,kjer je živela med leti 1943 in 1945. V Sloveniji je pustila družino, ki je aktivno sodelovala v NOB, dva brata sta padla kot partizana. Življenje v tej mali vasici Benečije je bilo grenko in težko: bila je preganjena in ovadena, prišlo je tudi do hišne preiskave. Po osvoboditvi se je vključila v napredne slovenske organizacije in opravljala važne funkcije, najprej v Demokratični fronti Slovencev in kasneje v SFS. Že v letih 1948/49 je pričela z dopisovanjem, sprva v Sočo in kasneje v Primorski dnevnik. Pisala je o njenih spominih na medvojna leta v Beneški Sloveniji. Nekaj let pozneje je skrbela tudi za Dijaško Matico, za otroke iz Benečije, ki so obiskovali slovenske šole v Trstu in Gorici. Leta 1950 se je porodila zamisel o časopisu Matajur, odgovorni urednik je bil mož Vojmir Tedoldi, ki se je vpisal v novinarsko zbornico, ona pa je postala njegova desna roka, saj on ni dobro obvladal slovenščino. Prva številka je izšla 3. oktobra 1950, časopis se je tiskal v Gorici pri tiskarni Lukežič in ona se je z vlakom vozila koregirati boce. Matajur ni imel dopisnikov, zato so Vojmir in Jožica hodili po Benečiji iskati novice in reportaže. Jožica je upravljala Matajur do leta 1973 in do smrti sodelovala z Novim Matajurjem. Na pobudo Tedoldija in Jožice Miklavčič, je bilo ustanovljeno leto 1955 ob prvi obletnici smrti mons. Ivana Trinka, v Vidmu, Kulturno društvo Ivan Trinko, ki ga je ona upravljala do prenosa sedeža društva v Čedad. S svojim delovanjem Jožica Miklavčič je zelo koristila slovenski manjšini v videmski pokrajini. Bili so zelo težki časi, časi protislovenske politike, je bila nadzorovana in zasledovana. Jožica je pisala, upravljala Matajur in dala od sebe vse kar je mogla, ker je bila prepričana, da je kot Slovenka to dolžna narediti. Delala je v tišini in tako je tudi na tiho odšla. Če bi danes še živela, bi videla, da se je spremenila miselnost glede slovenske manjšine, da so ustanovili dvoježično šolo, sprejeli zakon 482/1999 za manjšine ter zaščitni zakoni 38/2001 in deželni zakon 26/2007 za manjšino. Bila bi vesela, da njen trud ni bil zaman, ampak je veliko doprinesel k ohranitvi slovenskega jezika in manjšine v Videmski pokrajini.